# Warning Device
Warning Device è il terzo album dei Teenage Bottlerocket, pubblicato nel 2008.

## Tracce
1. Bottlerocket – 0:51
2. In the Basement – 1:56
3. Gave You My Heart – 2:21
4. She's Not the One – 2:08
5. Pacemaker – 2:29
6. Social Life – 1:58
7. Welcome to the Nuthouse – 1:46
8. Anna's Song – 2:06
9. On My Own – 2:40
10. Totally Stupid – 2:18
11. Crawling Back to You – 2:26
12. Warning Device – 2:29
13. Wasting Time – 2:23

## Formazione
- Ray Carilsle - chitarra, voce
- Kody Templeman - chitarra, voce
- Miguel Chen - basso
- Brandon Carlisle - batteria